# Synema inexpectatum
Espèce
Synema inexpectatum est une espèce d'araignées aranéomorphes de la famille des Thomisidae.

## Distribution
Cette espèce est endémique de Kakhétie en Géorgie,. Elle se rencontre vers Dedoplistsqaro.

## Description
Le mâle holotype mesure 3,82 mm.

## Systématique et taxinomie
Cette espèce a été décrite par Seropian, Bulbulashvili, Makharadze et Baznikin en 2024.

## Publication originale
- Seropian, Bulbulashvili, Makharadze & Baznikin, 2024 : « New and interesting spiders (Arachnida, Araneae) from Vashlovani National Park and Chachuna Managed Reserve (Georgia). » Caucasiana, vol. 3, p. 183-213.